# Гроссер, Альфред
Альфред Гроссер (1 февраля 1925, Франкфурт-на-Майне — 7 февраля 2024) — немецко-французский публицист, социолог и политолог. Известен вкладом в франко-германское сотрудничество в послевоенный период и критикой Израиля.

## Биография

### Ранние годы и образование
Родился 1 февраля 1925 года во Франкфурте-на-Майне. Его отец Пауль Гроссер (1880, Берлин — 1934, Сен-Жермен-ан-Ле) был врачом и директором детской клиники во Франкфурте, социал-демократом еврейского происхождения и, по словам Альфреда Гроссера, масоном. Мать, Лили Розенталь (1894—1968), происходила из обеспеченной семьи. В конце 1933 года из-за прихода к власти нацистов и роста антисемитизма в Германии семья была вынуждена эмигрировать во Францию. Через год отец скончался.
Указом министра юстиции Венсана Ориоля от 1 октября 1937 года овдовевшей матери Альфреда Гроссера Лили Гроссер и её детям было предоставлено французское гражданство. Это спасло их от интернирования как граждан враждебного государства во французские лагеря правительством Даладье в сентябре 1939 года, как и других немцев, преследуемых Гитлером. Семья Гроссеров, обосновавшаяся в Сен-Жермен-ан-Ле, бежала в Сен-Рафаэль в Вар. Сестра Альфреда умерла в 1941 году в результате исхода. Гроссер не ходил в школу, так как в городе её не было, но в 1942 году он сдал экзамен на степень бакалавра экстерном в Ницце.
Он поступил в Центр литературных исследований Ниццы, который был частью литературного факультета Университета Экс-Марсель, и защитил диссертацию на диплом о высшем образовании по немецкому языку и литературе в 1945 году. В 1946 году он хотел пройти Agrégation, но, будучи гражданином Франции всего девять лет, не смог его пройти. Он готовился к конкурсным экзаменам в Высшую нормальную школу в лицее Кондорсе, но не сдал их.
В 1947 году он сдал Agrégation по немецкому языку и начал работу над диссертацией под руководством Эдмона Вермейля, однако в 1955 году порвал с германистикой и обратился к политологии.

### Карьера
В 1956 году он был принят Жаком Шапсалем на должность преподавателя в парижский Институт политических исследований первоначально на три года. В итоге он остался там до выхода на пенсию в 1992 году, будучи профессором, а затем почётным профессором.
Он был директором по исследованиям в Национальном фонде политических наук с 1956 по 1992 год и, таким образом, был одним из «четырёх мушкетёров», то есть первых четырёх директоров по исследованиям в FNSP, наряду с Рене Ремоном, Жаном-Батистом Дюрозелем и Жаном Тушаром.
Он также преподавал в Университете Джонса-Хопкинса с 1955 по 1969 год, в Высшей коммерческой школе Парижа (HEC) с 1961 по 1966 год и с 1986 по 1988 год, в Стэнфордском университете с 1964 по 1965 год, в Политехнической школе с 1965 по 1995 год, в университете Кэйо в Токио в 1992 году, а также в Сингапуре в 1994 году.
Альфред Гроссер занимался разнообразной журналистской деятельностью: политический обозреватель в Le Monde с 1965 по 1994 год, вёл политические колонки в ежедневных газетах La Croix и Ouest-France с 1994 года.
Наряду с Жозефом Рованом (1918—2004) Гроссер является выдающимся французским интеллектуалом с немецко-еврейскими корнями. Он работал на благо франко-германских отношений в послевоенный период вплоть до настоящего времени и был одним из тех, кто проложил дорогу Елисейскому договору. Во время многочисленных поездок и выступлений в Германии и Франции он внёс свой вклад в примирение и укрепление соседних стран.

### Личная жизнь
Гроссер определяет себя как «атеиста, близкого к христианству». 9 июля 1959 года женился на Анне-Марии Журсен, от которой у него четверо детей: Жан, Пьер (также историк), Марк и Поль.
25 апреля 2017 года он был одним из подписантов письма исследователей и учёных, объявивших, что они голосовали за Эммануэля Макрона в первом туре президентских выборов 2017 года во Франции, и призвавших голосовать за него во втором туре, в частности, из-за его проекта в области высшего образования и научных исследований.

## Отношение к Израилю

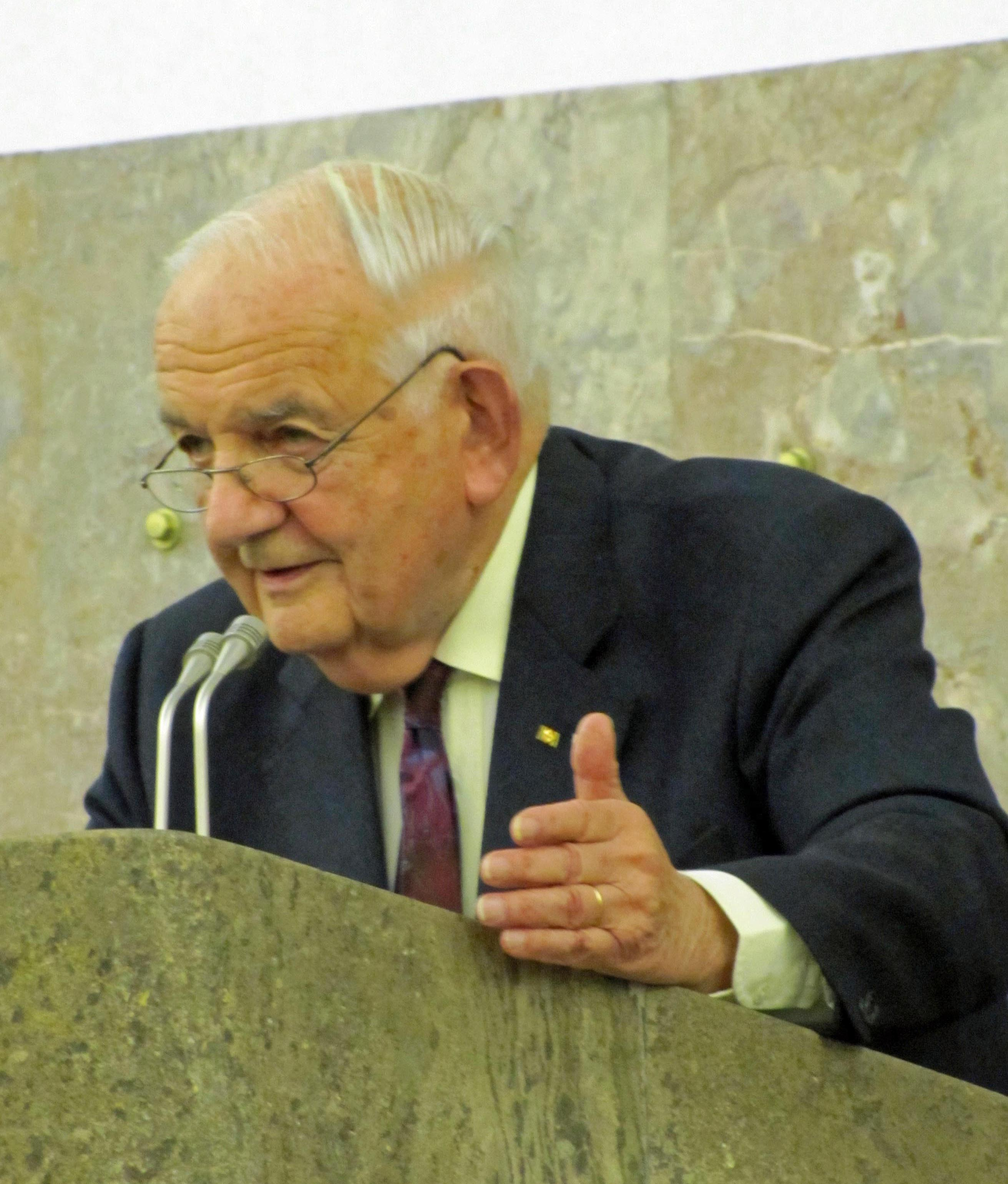
Альфред Гроссер (2010)

Гроссер известен как противник политики израильского, а также, в некоторой степени, французского правительства. Уже несколько лет он утверждает, что «критика Израиля» в Германии запрещена и что против немцев занесена моральная дубина с надписью «[…] я ударю тебя Освенцимом […]», при этом замечая: «Я всегда боролся с антисемитизмом. И буду делать это снова! Но приравнивать критику Израиля к прямому антисемитизму — это нечестно и ведёт к ошибкам». Таким образом, он прямо повторил позицию и формулировку Мартина Вальзера, которая вызвала бурю негодования в 1998 году. Гроссер также выразил мнение, что политика Израиля способствует развитию антисемитизма. В знак протеста против того, что он считал несбалансированным освещением событий на Ближнем Востоке, публицист покинул наблюдательный совет французского журнала L’Express в 2003 году: «Главный редактор неохотно опубликовал мою положительную рецензию на книгу с критикой Израиля, а следующем номере они напечатали целый шквал писем редактору с оскорблениями в мой адрес.»
По случаю вручения редактором журнала Focus Хельмутом Марквортом премии Людвига Бёрне 2007 года Хенрику Бродеру Альфред Гроссер раскритиковал обоих как недостойных премии Бёрне и церемонии во франкфуртской Паульскирхе. Предпосылкой послужила не напечатанная Focus положительная рецензия Гроссера на книгу Руперта Нойдека, в которой последний называет Израиль государством апартеида.
Гроссер был основным докладчиком на церемонии поминовения жертв ночи погрома в Паульскирхе, организованной городом Франкфурт-на-Майне 9 ноября 2010 года, за которую мэр Франкфурта Петра Рот заранее подверглась критике с разных сторон. Члены Центрального совета евреев Германии пригрозили покинуть мероприятие, если Гроссер «проявит пренебрежение к Израилю». Впоследствии Рот объяснила, что не знала о некоторых заявлениях Гроссера, но защищала его приглашение, поскольку тот «на протяжении многих десятилетий прилагал усилия для примирения народов». Ожидаемый скандал не состоялся. И Гроссер, и спикер Центрального совета евреев, вице-президент Дитер Грауман, продемонстрировали сдержанность на памятной церемонии и обменялись рукопожатием.
В одной из рецензий Гроссер защищал скандальную биографию Хайнца Берггрюна, написанную Вивьен Штайн (к «желанию Берггрюна не платить налоги […] следует относиться серьёзно»). В то же время в ней он критикует Михаэля Наумана, который в качестве государственного министра культуры в своё время настаивал на покупке коллекции Берггрюена. Науман отверг обвинение Гроссера в том, что он «должен ответить», и, в свою очередь, выразил удивление тем, что Гроссер, как рецензент, не отреагировал на «негативно-диалектический вариант того антисемитизма», который проявился в обвинении Вивьен Штайн в том, что Берггрюн не признал открыто своего еврейства.
В дебатах по поводу текста Грасса «То, что нужно сказать» он защищал его автора. Он признал, что Грасс слишком долго скрывал своё членство в Ваффен-СС, однако напомнил, что «в то время 900 000 молодых немцев состояли в Ваффен-СС, но не в СС». Он повторил своё мнение о том, что фактическая критика израильской политики является табу в Германии: «Но всегда сразу же говорят, что это антисемитизм». Гроссер также произнёс следующее: «Израильское правительство провоцирует»; «Чтобы отвлечься от собственной политики, например, в отношении поселенцев, нужна опасность со стороны Ирана».
В свой 90-летний юбилей, 1 февраля 2015 года, он дал интервью недели на канале Deutschlandfunk, сделав сенсационные заявления по многим актуальным и не очень актуальным политическим вопросам, в основном по французской и немецкой политике и культуре, особенно по франко-германским отношениям. Например, он назвал Меркель и Олланда в основном социал-демократами (не социалистами), прокомментировал Марин Ле Пен и её отца, а также раскритиковал французскую тюремную политику, «потому что та производит убийц». Он имел в виду беспорядки в пригородах Франции и убийство редакторов Charlie Hebdo 7 января 2015 года.

## Некоторые награды
Гроссер получил множество премий и наград за свои работы, способствующие международному взаимопониманию:
- 1975: Премия мира немецких книготорговцев, за роль «посредника между французами и немцами, неверующими и верующими, европейцами и людьми других континентов».
- 1975: Медаль Гёте
- 1978: Медаль имени Теодора Хойса
- 1991: Офицер Ордена Почётного легиона (великий офицер с 2001)
- 1995: Премия ораторов Цицерона[21]
- 1996: Шиллеровская премия города Мангейма
- 1998: Гран-при Академии моральных и политических наук
- 2002: Премия за гуманизм Немецкой ассоциации классической филологии
- 2004: Премия Авраама Гейгера колледжа Авраама Гейгера Потсдамского университета
- 2004: Медаль имени Вильгельма Лёйшнера
- Большой крест заслуг (1975) со звездой (1985) и плечевой лентой (2003)
- 2013: Премия Штайгер

В Бад-Бергцаберне школьный центр, был назван в его честь ещё при жизни.

## Избранные работы
- Deutschlandbilanz. Geschichte Deutschlands seit 1945, 1970.
- Das Bündnis, 1981.
- Versuchte Beeinflussung, 1981.
- Der schmale Grat der Freiheit, 1981.
- Das Deutschland im Westen, Carl Hanser, München 1985, ISBN 3-446-12619-8.
- Frankreich und seine Außenpolitik, 1986.
- Mit Deutschen streiten, 1987.
- Mein Deutschland, 1993.
- Deutschland in Europa, 1998.
- Was ich denke., November 2000.
- Wie anders sind die Deutschen?, Beck, 2002, ISBN 3-406-49328-9.
- Wie anders ist Frankreich? Beck, München 2005, ISBN 3-406-52879-1.
- Die Früchte ihres Baumes. Ein atheistischer Blick auf die Christen, Vandenhoeck & Ruprecht, September 2005.
- Der Begriff Rache ist mir völlig fremd. In: Martin Doerry (Hrsg.): Nirgendwo und überall zu Haus. Gespräche mit Überlebenden des Holocaust. DVA, München 2006, ISBN 3-421-04207-1 (auch als CD), S. 120—129.
- Die Frage nach der Leitkultur. In: Robertson-von Trotha, Caroline Y. (Hrsg.): Kultur und Gerechtigkeit (= Kulturwissenschaft interdisziplinär/Interdisciplinary Studies on Culture and Society, Bd. 2), Baden-Baden 2007, ISBN 978-3-8329-2604-5.
- Von Auschwitz nach Jerusalem. Rowohlt 2009, ISBN 978-3-498-02515-1.
- Die Freude und der Tod. Eine Lebensbilanz. Rowohlt, Reinbek bei Hamburg 2011, ISBN 978-3-498-02517-5.
- Le Mensch. Die Ethik der Identitäten. Dietz, Bonn 2017, ISBN 978-3-8012-0499-0.

## Интервью
- «Distanznahme zu sich selbst ist das wichtigste Bildungsziel!», Gespräch mit Alfred Grosser vom Dezember 2000 aus DIE Zeitschrift für Erwachsenenbildung
- Freiheit schafft Europa, Interview mit Prof. em. Alfred Grosser, 11. Februar 2005 zur Eröffnung der 9. Karlsruher Gespräche des ZAK | Zentrum für Angewandte Kulturwissenschaft und Studium Generale am Karlsruher Institut für Technologie
- Israels Politik fördert den Antisemitismus. In: Berliner Zeitung, 15. August 2006. Martina Doering interviewt Alfred Grosser.
- Ich muss als Jude nicht für Israel sein. In: taz, 4. April 2007. Interview von Stefan Reinecke und Daniel Bax mit Alfred Grosser.
- «Der Stern» Interview mit der Hamburger Illustrierten am 21. Oktober 2007, Nr. 41, in dem Grosser sich zum Begriff Moralkeule von Walser äußert
- Gespräch mit Alfred Grosser am 18. Juni 2008 in Paris
- Sofort heißt es: Antisemitismus! Tobias Kaufman interviewt Alfred Grosser anlässlich seines neuen Buches «Von Auschwitz nach Jerusalem» am 18. September 2009
- Ich bin genetisch optimistisch. In: taz, 28. September 2009. Gespräch über Von Auschwitz nach Jerusalem mit Moritz Reininghaus.
- Kritik an Grosser. Zentralrat lehnt Politologen als Redner ab. 3sat «Kulturzeit». Interview am 4. November 2010 zu seinem Auftritt in der Paulskirche am 9. November 2010. Redaktionelle Zusammenfassung. Rechts, im Bild: Link zum Lifestream mit dem Interview. Darunter: Lifestream, Interview mit Salomon Korn zum selben Thema
- Video-Interview über Alfred Grossers Buch Die Freude und der Tod. Eine Lebensbilanz am 2. Mai 2011 in Paris
- Meine Beerdigung ist schon bezahlt. In: Der Tagesspiegel, 10. Juli 2011. Interview von Jens Mühling und Anna Sauerbrey mit Alfred Grosser.
- Video-Interview mit Alfred Grosser — Die Deutsch-französischen Beziehungen und Europa am 12. September 2012 in Paris
- Interview der Woche des Deutschlandfunks, aufgenommen und wiedergegeben an seinem 90. Geburtstag, am 1. Februar 2015 (Ton und Text)